# Индекс автомобильных номеров Республики Косово
В Косове автомобильные номера выдаются Министерством внутренних дел. К 1 июня 2012 года все граждане Республики Косово были обязаны оборудовать свои автомобили номерами. Несоблюдение этого распоряжения влечёт за собой конфискацию зарубежного номера (включая сербские номера), а также штраф.

## Используемые символы

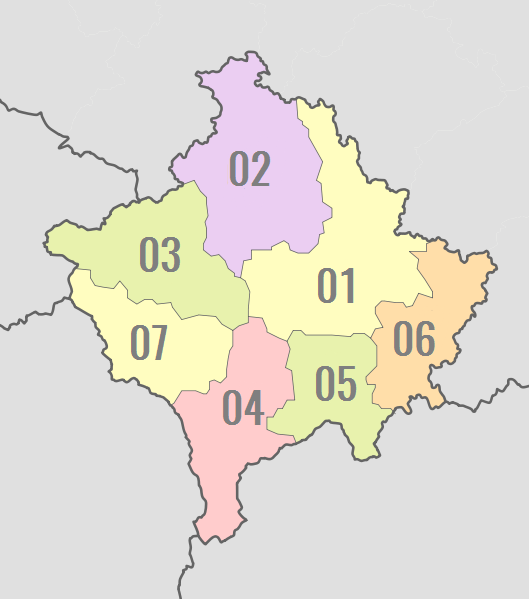
Коды Косовских округов

Новый дизайн автомобильных номеров был представлен 6 декабря 2010 года. Он содержит буквы RKS (инициалы Республики Косово) на синем поле, двузначный номер, соответствующий районам Косова, герб Косова, трёхзначное число и, наконец, две серийных буквы. Трёхзначный номер начинается с числа 101 и серийные буквы начинаются с АА. Остальные автомобильные номера со старым дизайном, выданные МООНК, заменяются на новые после подачи соответствующей заявки. По состоянию на 26 декабря 2011 года, номера RKS будут заменяться временными сербскими номерами при пересечении границы с Сербией.
| Код | Округ                      |
| --- | -------------------------- |
| 01  | Приштинский округ          |
| 02  | Косовско-Митровицкий округ |
| 03  | Печский округ              |
| 04  | Призренский округ          |
| 05  | Урошевацкий округ          |
| 06  | Гниланский округ           |
| 07  | Джяковицкий округ          |

### Номера, выдававшиеся МООНК
МООНК также выдавала автомобильные номера с 1999 по 2010 год. С 1 ноября 2011 года их выдача была возобновлена для граждан, которые планирует поездки в Сербию. Сербия признаёт номера МООНК, но не косовские номера нового образца. Номера МООНК состоят из трёх цифр и двух букв, аббревиатур KS, которая расшифровывается как «Косово», в конце стоит ещё одно трёхзначное число.

## Современные автомобильные номера Республики Косово
| Номера образца 2010 г.                                     | Номера образца 2010 г.                                        |
| ---------------------------------------------------------- | ------------------------------------------------------------- |
| Стандартные номерные знаки                                 |                                                               |
|                                                            | Номерной знак для автомобилей                                 |
|                                                            | Номерной знак для прицепов, квадратный                        |
|                                                            | Номерной знак для мопедов и скутеров                          |
| Номерные знаки специальных служб                           |                                                               |
|                                                            | Номерной знак для полицейских автомобилей                     |
| Номерные знаки для тракторов, спецтехники и прицепов к ней |                                                               |
|                                                            | Номерной знак для сельскохозяйственной техники                |
| Номерные знаки для военного транспорта                     |                                                               |
|                                                            | Номерной знак для транспорта Сил безопасности Косова          |
|                                                            | Номерной знак для транспорта Корпуса защиты Косова (2000 год) |
| Номерные знаки, выдаваемые МООНК                           |                                                               |
|                                                            | Номерной знак для автомобилей, выдаваемый МООНК               |
|                                                            | Дипломатический номерной знак                                 |
|                                                            | Номерной знак для автомобилей EULEX                           |
|                                                            | Номерной знак для автомобилей Таможенной охраны               |

## Специальные номера
- Экспортированные машины имели на номерах синий фон и белый шрифт.
- Полицейские автомобили имели красный шрифт.
- Силы KFOR имели номера с надписью «FSK», с буквами «FSK», трёхзначным числом и суффиксом «RKS».
- Номера автомобилей из ЕС имели черно-белый фон. Частные транспортные средства имели приставку «EU P», официальные лица ― только «EU». Для представителей Таможенной консультативной миссии были выделены номера с приставкой «EU» и суффиксом «CAM».
- Номера ОБСЕ ― чёрно-белые, с приставкой «OSCE».
- Номера сил НАТО имели синий фон и белый шрифт, а также приставку «KFOR».
- Номера МООНК имели надпись «UNMIK» в верхней части.